# 原告
原告（英語：plaintiff；或稱原告方、原告人），是一項法律術語，與被告之類的用語涵義相對。不同司法管轄區對於該術語有不同的詳細定義。
在普通法系中，原告人、申索人（英語：claimant）是指在民事訴訟程序中，率先向法院提起控告的一方。而在大陸法系中，除民事訴訟程序或行政訴訟程序中最先提起訴訟的一方外，原告也可指在刑事訴訟程序中提起訴訟的公益代表人（通常為檢察官）或公益訴訟主體。

## 術語學
普通法系所使用的一詞最早可追溯至十三世紀晚期，源自盎格魯-諾曼語中的。在普通法系中與「原告人」類似的詞語還有、，但分別之處在於這些用語分別應用於不同民事司法程序中。
在大陸法系中，雖然「原告」一詞亦可指在刑事訴訟程序中提起訴訟的公益代表人或公益訴訟主體，但在中華人民共和國，這類公益代表人或公益訴訟主體更為正式的名稱是「公訴人」或「公訴方」。而在中華民國，部份行政司法程序和民事司法程序會以「聲請人」取代「原告」這一稱謂，而其分別在於是否以「聲請」方式提起相關司法程序。

## 其他條目
- 被告
- 控方
- 聲請人